# Pequena Travessa
Pequena Travessa é uma telenovela brasileira produzida e exibida pelo SBT entre 4 de novembro de 2002 até 15 de abril de 2003, totalizando 131 capítulos exibidos. Substituindo Marisol e sendo substituída por Jamais Te Esquecerei. 
É uma versão da telenovela mexicana Mi pequeña traviesa, de Abel Santa Cruz, sendo adaptada por Rogério Garcia, com colaboração de Ecila Pedroso e Simoni Boer, direção de Henrique Martins, Jacques Lagôa, Sacha e David Grimberg e direção geral de Henrique Martins.
Conta com Bianca Rinaldi, Rodrigo Veronese, Nico Puig, Rachel Ripani, Tânia Bondezan, Fábio Villa Verde, Ana Cecília Costa e Cláudio Fontana nos papéis principais.

## Enredo
Quando Rafael (Walter Breda) sofre um misterioso acidente que o deixa paraplégico, sua filha Júlia (Bianca Rinaldi) decide arrumar um emprego para sustentar a casa, mas, sem conseguir por ser mulher, ela se disfarça de menino sob nome de Júlio para trabalhar como office boy na lavanderia de Marcello (Luís Carlos de Moraes). Ela se apaixona por Alberto (Rodrigo Veronese), porém o romance é atrapalhado por Mercúrio (Nico Puig), ex-namorado de adolescência de Julia que nunca aceitou o fim e lidera uma gangue de assaltos, e Débora (Rachel Ripani), a então namorada do advogado, que vê nele a chance de ficar rica e conta com a ajuda da ardilosa mãe Heloísa (Tânia Bondezan), da amiga Pillar (Cynthia Benini) e do amante Hugo (Cláudio Fontana) para separa-los. 
Quem também espera uma chance com Julia é o bondoso Caio (Fábio Villa Verde), que nunca notou os sentimentos de 
Baby (Ana Cecília Costa), moça invejosa que vive armando para a filha de Rafael. O pai de Alberto, George (Jayme Periard), vive um casamento falido com Fernanda (Eliete Cigarini) e a traí com a advogada da empresa, Celine (Viétia Zangrandi), sem imaginar que ela está o roubando pelas costas. Já Tonho (Caio Romei), irmão de Julia, se envolve com os esquemas de assalto de Mercúrio, revoltado com a vida humilde que leva.

## Elenco
| Intérprete            | Personagem                 |
| --------------------- | -------------------------- |
| Bianca Rinaldi        | Júlia dos Santos / Júlio   |
| Rodrigo Veronese      | Alberto Miranda            |
| Nico Puig             | Fernando Meira (Mercúrio)  |
| Rachel Ripani         | Débora Dias Alves          |
| Tânia Bondezan        | Heloísa Dias Alves         |
| Fábio Villa Verde     | Caio Lourenço              |
| Ana Cecília Costa     | Barbara Meira (Baby)       |
| Cláudio Fontana       | Hugo Figueiredo            |
| Walter Breda          | Rafael dos Santos          |
| Jayme Periard         | George Miranda             |
| Eliete Cigarini       | Fernanda Miranda           |
| Viétia Zangrandi      | Celine Drummond            |
| Denis Derkian         | Geraldo Diniz              |
| Cynthia Benini        | Pillar Figueiredo          |
| Miriam Mehler         | Helena Miranda             |
| Luís Carlos de Moraes | Marcello Fantucci          |
| Cláudia Netto         | Rosa Fantucci              |
| Ana Olivia Seripieri  | Mariana Fantucci           |
| Caio Romei            | Antonio dos Santos (Tonho) |
| Gustavo Haddad        | Pato                       |
| Clemente Viscaíno     | Vicente Lourenço           |
| Noemi Marinho         | Amália Lourenço            |
| Marcelo Várzea        | Guilherme Lourenço         |
| Lyliá Virna           | Alexandra Lourenço         |
| Ícaro Silva           | Neno                       |
| Renata Sayuri         | Beth                       |
| Luka Ribeiro          | Samurai                    |
| Pierre Bittencourt    | Joca                       |
| Gustavo Montellato    | Sem Chance                 |
| Marcelo Pio           | Caô                        |
| Camila Thiré          | Teca                       |
| Dayse Pinheiro        | Sheyla                     |
| Patrícia Mayo         | Maria                      |
| Haydée Figueiredo     | Carmem                     |
| Elizabeth Hartmann    | Edna Pereira               |
| Josmar Martins        | Cícero Pereira             |
| Régis Monteiro        | Manuel                     |
| Carlos Dias           | Zelão                      |
| Cátia Fontinelli      | Glória                     |
| Thiago Oliveira       | Luigi Fantucci             |
| Emanuel Dória         | Daniel dos Santos          |
| Giovanna Maia         | Patrícia Lourenço (Paty)   |

### Participações especiais
| Intérprete         | Personagem                          |
| ------------------ | ----------------------------------- |
| Neusa Maria Faro   | Abelarda                            |
| Mônica Mattos      | Célia                               |
| Ricardo di Giácomo | Beto                                |
| Ester Laccava      | Lúcia                               |
| Bruna Braga        | Fabíola                             |
| Sérgio Módena      | Gabriel                             |
| Dereck Stanzione   | Nico                                |
| Gil Santana        | Chino                               |
| Milton Levy        | Dr. Raul                            |
| Marco Lunez        | Dr. Adriano                         |
| Élcio Júnior       | Diogo                               |
| Samanta Precioso   | Samantha                            |
| Renato Prosofsky   | Fernando Meira (Mercúrio - criança) |

## Produção
Para substituir Marisol, a direção do canal havia planejado fazer uma versão de Cañaveral de pasiones, exibida originalmente no México em 1996. Porém a ideia foi abortada quando a Rede Globo estreou Esperança, evitando competir com outra produção de cunho rural. Então decidiu-se fazer uma versão de Mi pequeña traviesa. As gravações começaram em junho de 2002 e foram encerradas em janeiro de 2003, quatro meses antes da exibição final, o que culminou no ator Thiago Oliveira estar no ar simultaneamente em Pequena Travessa e Agora É Que São Elas, na Rede Globo.

### Escolha do elenco
Bianca Rinaldi, Daniela Cicarelli e Luiza Ambiel fizeram testes para interpretar a protagonista, sendo que a primeira ficou com o papel. A apresentadora Renata Sayuri, fez sua estreia em telenovelas interpretando a gueixa Beth.

## Reprises
Foi reprisada pela primeira vez entre 11 de abril e 12 de agosto de 2005, em 90 capítulos, substituindo Pérola Negra e sendo substituída por Café com Aroma de Mulher.
Foi reprisada pela segunda vez entre 23 de abril e 18 de setembro de 2012, em 104 capítulos, substituindo Pícara Sonhadora e sendo substituída por Gotinha de Amor.
Foi reprisada pela terceira vez entre 21 de novembro de 2022 e 7 de março de 2023, em 75 capítulos, substituindo Maria Esperança e sendo substituída por Pícara Sonhadora, mas sendo transmitida apenas para as emissoras que não exibem programação local.  Não foi exibida nos dias 2 e 3 de janeiro de 2023 devido à extensão do Primeiro Impacto, em razão da cobertura jornalística sobre o velório e enterro do jogador Pelé.
Foi exibida pelo canal Fast +Novelas no streaming +SBT entre 19 de agosto e 23 de dezembro de 2024, sendo substituída por Amor Inesperado.
Outras mídias
A novela se encontra disponível na plataforma de streaming o +SBT que antes era o SBT Vídeos, nos seus 131 capítulos, com todas as suas características originais exibidos pela emissora nos anos de 2002 e 2003

## Audiência
Pequena Travessa estreou com média de 19 pontos e picos de 21, concorrendo no horário com o Jornal Nacional.
Em sua última exibição, em 2012, obteve resultados de 4 pontos na faixa das 14h30 das Novelas da Tarde, considerado médio para o horário que pedia 5 pontos.
Em sua terceira reprise, em 2022, a novela reestreou com 3,5 pontos, sendo esse um dos melhores resultados de uma estreia das novelas da faixa do almoço. Seu terceiro capítulo registrou 3,7 pontos. Em 4 de janeiro de 2023, registrou 3,9 pontos. No dia 6, registrou 4 pontos. O último capítulo registrou 3,2 pontos. Teve média geral de 3 pontos.

## Trilha Sonora
Capa: Bianca Rinaldi
1. "Não Dá pra Resistir" - Rouge (tema de Abertura)
2. "Charme do mundo" - Marina Lima (tema de Baby)
3. "Vivendo e aprendendo" - Thaís Nascimento (tema de Júlia)
4. "Pétala por pétala" - Chico César (tema de Caio)
5. "Sozinho" - Tim Maia  (tema de Alberto)
6. "A noite vai chegar" - Lady Zu (tema de Débora)
7. "Otimismo" - Luiz Melodia
8. "Cuide-se bem" - Júlia Félix (tema de Júlia e Alberto)
9. "À sua maneira" - Capital Inicial (tema de Mercúrio)
10. "Salve esta flor" - Cassiano
11. "Só você" - Seu Cuca (tema de Hugo)

## Outras versões
Pequena Travessa é baseada na telenovela argentina Me llaman Gorrión de Abel Santa Cruz. Foram feitas várias versões para a televisão latina:
- Me llaman Gorrión, telenovela argentina produzida pelo Canal 9 e exibida em 1972 e protagonizada por Beatriz Taibo e Alberto Martín.[28]
- Me llaman Gorrión, telenovela peruana produzida pela Panamericana Televisión e exibida em 1973 e protagonizada por Regina Alcóver e Osvaldo Cattone.[29]
- Hola Pelusa, telenovela argentina produzida pela Televisión Pública Argentina em 1980 e protagonizada por Ana María Picchio e Juan José Camero.[30]
- Gorrión, telenovela peruana produzida pela Panamericana Televisión e exibida em 1994 e protagonizada por Marisol Aguirre e Christian Meier.[31]
- Mi pequeña traviesa, telenovela mexicana produzida pela Televisa em 1998 e protagonizada por Michelle Vieth e Héctor Soberón.[32]
- Niña de mi corazón, telenovela mexicana produzida pela Televisa em 2010 e protagonizada por Paulina Goto e Erick Elías.